# Ernesto Cavallini
Pour les articles homonymes, voir Cavallini.
Ernesto Cavallini est un clarinettiste italien, né le 30 août 1807 à Milan et mort le 7 janvier 1874.

## Biographie
Ernesto Cavallini est né le 30 août 1807 à Milan. À l'âge de 10 ans, il commence ses études au conservatoire de Milan, sous la tutelle de Benedetto Carulli. Après avoir voyagé partout à travers l'Italie, il retournera à Milan afin de jouer dans le célèbre orchestre La Scala, et enseignera aussi au conservatoire. En 1842, il performera pour la Société des Concerts du Conservatoire, à Paris, et il fut élu membre de l'Académie des Beaux-Arts. Cette même année, ainsi qu'en 1845, on put aussi entendre le clarinettiste à la London Philharmonic Society.
En 1852 il a été invité à l'orchestre de l'Opéra italien de Saint-Pétersbourg. Trois ans plus tard,  il devint soliste du Théâtre impérial russe. Il conserva son poste pendant 15 ans, en plus d'être professeur de clarinette au Conservatoire de Saint-Pétersbourg à partir de l'année 1862. En 1870, il retourna à Milan, où il fut professeur au conservatoire de 1870 jusqu'à sa mort, le 7 janvier 1874.
Cavallini a composé plusieurs morceaux de concert. On lui doit notamment une Fantaisie sur des motifs de La sonnambula de Bellini, pour clarinette et orchestre ou clarinette et piano. Il a aussi écrit des études pour la clarinette et on lui doit la première méthode éditée en Russie, pour cet instrument. Malgré le fait qu'il jouait avec une clarinette à 6 clés, sa technique était si brillante que le célèbre clarinettiste anglais Henry Lazarus le surnommera « le Paganini de la clarinette ». Giuseppe Verdi l'appréciait aussi beaucoup ; c'est d'ailleurs pour Cavallini qu'il a écrit le solo au début du troisième acte dans La forza del destino.